# Erwin Köstler (Übersetzer)
Erwin Köstler (* 1964 in Trier, Rheinland-Pfalz) ist ein österreichischer Übersetzer slowenischer Literatur und freier Literaturwissenschaftler.

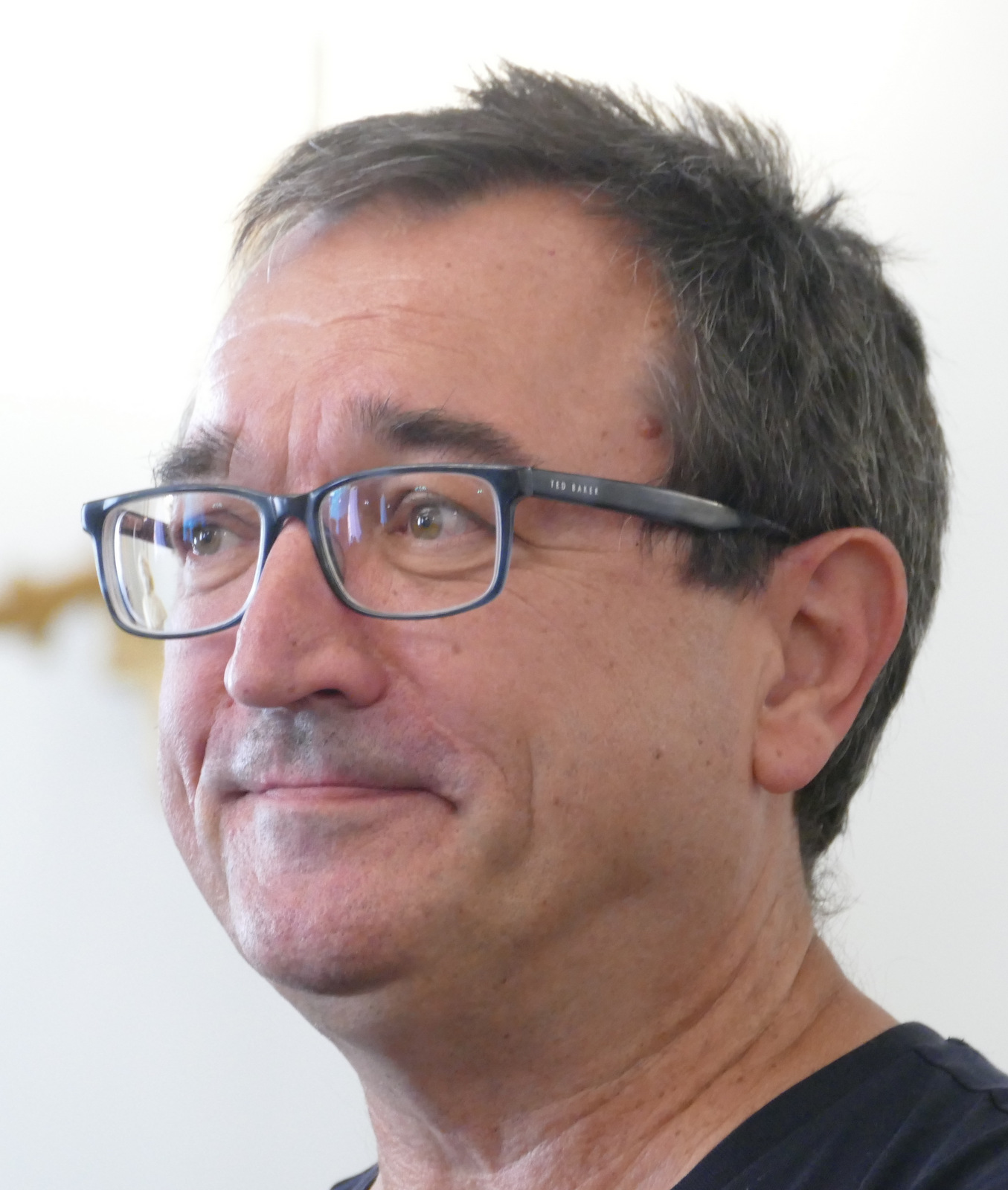

## Leben und Werk
Köstler studierte Medizin und Slowenistik an der Universität Wien. Schon als Student arbeitete er als Übersetzer und freier Wissenschaftler. Einer breiteren Öffentlichkeit wurde er durch seine Übersetzungen aus dem Werk von Ivan Cankar bekannt; seit 1994 betreut er eine Werkausgabe in kommentierten Einzelbänden (großteils Erstübersetzungen), die beim Klagenfurter Drava-Verlag erscheint. Aus seiner Beschäftigung mit Klassikern der slowenischen Literatur ging die erste vollständige und kommentierte Übertragung der Integrali von Srečko Kosovel (1999) hervor. Ferner gab er die gesammelte Prosa von Slavko Grum in deutscher Sprache heraus (2006). Köstler ist Initiator und Herausgeber der Buchreihe Slowenische Bibliothek, eines Gemeinschaftsprojekts der Verlage Drava, Wieser und Hermagoras, die slowenische Prosa des 19. und 20. Jahrhunderts umfasst und 2013 mit der Herausgabe der ersten fünf Bände startete. Für Drava übersetzte Köstler auch Kärntner-slowenische Autoren (Prežihov Voranc, Lipej Kolenik, Jože Blajs, Milka Hartman). Sein übersetzerisches Werk umfasst alle literarischen Gattungen und ein breites zeitliches Spektrum, seit der Jahrtausendwende liegt der Schwerpunkt jedoch auf zeitgenössischer slowenischer Prosa. Zu den von ihm übersetzten Autoren zählen Franjo Frančič, Sebastijan Pregelj, Andrej E. Skubic und Breda Smolnikar.
Seine übersetzerische Arbeit ergänzt Erwin Köstler durch wissenschaftliche Tätigkeit. 2002 diplomierte er mit einer editionskritischen Arbeit über Srečko Kosovels Integrali (vgl. Vom Erleben und Deuten 2005), im Jahr darauf wurde er mit einer Arbeit zur Geschichte der Übersetzung slowenischer Literatur ins Deutsche (vgl. Vom kulturlosen Volk zur europäischen Avantgarde 2006) promoviert. Von 2002 bis 2004 arbeitete er am Forschungsprojekt Literatur und Widerstand am Institut für Allgemeine und Vergleichende Literaturwissenschaft der Universität Klagenfurt mit (zusammen mit Andrej Leben). Er veröffentlichte kritische Artikel zur Cankarforschung in slowenischen Fachzeitschriften und nahm an zahlreichen internationalen Symposien teil. Von 2010 bis 2011 war er, zusammen mit Gabriele Anderl, Mitherausgeber einer dreiteiligen Zwischenwelt-Serie zum Thema Exil in Jugoslawien. Im Sommersemester 2015 war er Gastlehrender am Institut für Slawistik der Universität Graz. Von 2016 bis 2018 arbeitete Köstler am FWF-Projekt Zweisprachige literarische Praxis der Kärntner Slowenen nach 1991 mit.
Außerdem ist Köstler als Mentor und Workshopleiter für literarisches Übersetzen tätig, so z. B. in den Jahren 2018 und 2019 beim Sommerkolleg Premuda und 2019 beim Österreichischen Übersetzer:innenseminar in Ysper.
Köstler lebt in Wien, er ist Mitglied der Interessengemeinschaft Übersetzerinnen Übersetzer.

## Auszeichnungen
1999 erhielt Köstler den Österreichischen Staatspreis für literarische Übersetzer Translatio 2000, 2010 das Lavrin-Diplom, eine vom Verband slowenischer Literaturübersetzer jährlich verliehene Auszeichnung für besondere Verdienste im Bereich der Vermittlung slowenischer Literatur im Ausland. Für seine Übersetzung des Romans Chronos erntet von Mojca Kumerdej wurde er 2020 mit dem Fabjan-Hafner-Preis ausgezeichnet. Seine Übersetzung des Romans von Vitomil Zupan Menuett für Gitarre (zu 25 Schuss) schaffte es im Mai 2021 auf die SWR-Bestenliste  und war gleichzeitig Ö1-Buch des Monats.

## Publikationen (Auswahl)

### Übersetzungen
- Vitomil Zupan: Menuett für Gitarre (zu 25 Schuss). Guggolz, Berlin 2021.
- Marijan Pušavec, Zoran Smiljanić: Die Mexikaner, Band 5: Querétaro, Bahoe Books, Wien 2021. (5-bändige Graphic Novel)
- Marijan Pušavec, Zoran Smiljanić: Die Mexikaner, Band 4: Sierra Madre, Bahoe books, Wien 2020. (5-bändige Graphic Novel)
- Marijan Pušavec, Jakob Klemenčič: Alma M. Karlin – Weltbürgerin aus der Provinz, Bahoe Books, Wien 2020.
- Marijan Pušavec, Zoran Smiljanić: Die Mexikaner, Band 3: Mexiko!., Bahoe Books, Wien 2019. (5-bändige Graphic Novel)
- Marijan Pušavec, Zoran Smiljanić: Die Mexikaner, Band 2: Laibach., Bahoe Books, Wien 2019. (5-bändige Graphic Novel)
- Marijan Pušavec, Zoran Smiljanić: Die Mexikaner, Band 1: Miramare., Bahoe Books, Wien 2018. (5-bändige Graphic Novel)
- Mojca Kumerdej: Chronos erntet. Roman. Göttingen: Wallstein 2019.
- Franjo Frančič: Kindheit. Klagenfurt: Sisyphus 2017.
- Andrej E. Skubic: Spiele ohne Grenzen. Roman. Dresden, Leipzig: Voland & Quist 2017.
- Sebastijan Pregelj: Chronik des Vergessens. Roman. Klagenfurt/Celovec. Darava 2017.
- Andrej E. Skubic: Ruhe. Roman. Drava, Klagenfurt/Celovec 2017.
- Sebastijan Pregelj: Unter einem glücklichen Stern. Roman. Drava, Klagenfurt/Celovec 2015.
- Andrej E. Skubic: Wie viel von dir gehört mir? Roman. Drava, Klagenfurt/Celovec 2015.
- Breda Smolnikar: Wenn die Birken Blätter treiben. Wieser; Klagenfurt/Celovec 2015.
- Sebastijan Pregelj: ‘Auf der Terrasse des Turms von Babel’. Roman. Drava, Klagenfurt/Celovec 2013.
- Vladimir Bartol: ‘Zwischen Idylle und Grauen. Novellen 1935–1940’‘. Drava, Mohorjeva/Hermagoras, Wieser; Klagenfurt/Celovec 2013. (Slowenische Bibliothek)
- Ivan Cankar: Milan und Milena. Erzählungen. Drava, Klagenfurt/Celovec 2011.
- Franjo Frančič: Wo verstecken sich die Schmetterlinge vor dem Regen. Erzählungen 1984–2006. Drava, Klagenfurt/Celovec 2010.
- Franjo Frančič: Eis. Feuer. Wirklichkeit. Roman. Drava, Klagenfurt/Celovec 2009.
- Ivan Cankar: Weiße Chrysantheme. Kritische und politische Schriften. Drava, Klagenfurt/Celovec 2008.
- Milka Hartman: Der Frost verspinnt die Beete mir mit feinen Netzen. (mit Andrej Leben). Drava, Klagenfurt/Celovec 2007.
- Slavko Grum: Das weiße Asyl. Gesammelte Prosa. Thanhäuser; Ottensheim a. d. Donau 2006.
- Ivan Cankar: Martin Kačur. Lebensbeschreibung eines Idealisten. Roman. Drava, Klagenfurt/Celovec 2006.
- Prežihov Voranc: Grenzsteine. Erzählungen. Drava, Klagenfurt/Celovec 2005.
- Franjo Frančič: Heimat, bleiche Mutter. Roman. Drava, Klagenfurt/Celovec 2005.
- Ivan Cankar: Frau Judit. Roman. Drava, Klagenfurt/Celovec 2003.
- Franjo Frančič: Und andere. Erzählungen. Drava, Klagenfurt/Celovec 2003.
- Zoran Hočevar: Herr Schühlein von Breg. Roman.Drava, Klagenfurt/Celovec 2002.
- Ivan Cankar: Knechte. Dramatische Werke. Drava, Klagenfurt/Celovec 2001.
- Lipej Kolenik: Für das Leben, gegen den Tod. Mein Weg in den Widerstand. Drava, Klagenfurt/Celovec 2001.
- Tomo Virk (Herausgeber): Die Zeit der kurzen Geschichte. Zeitgenössische Erzählungen aus Slowenien. Drava, Klagenfurt/Celovec 2001.
- Vlado Žabot: Wolfsnächte. Roman. Drava, Klagenfurt/Celovec 2000.
- Srečko Kosovel. Integrale. Drava, Klagenfurt/Celovec 1999.
- Ivan Cankar: Traumbilder. Drava, Klagenfurt/Celovec 1998.
- Ivan Cankar: Das Haus der Barmherzigkeit. Roman. Drava, Klagenfurt/Celovec 1996.
- Ivan Cankar: Vor dem Ziel. Literarische Skizzen aus Wien. Drava, Klagenfurt/Celovec 1994.

### Monographien
- Überregional, mehrsprachig, vernetzt: Die Literatur der Kärntner SlowenInnen im Wandel. Praesens, Wien 2021. Mit Felix Oliver Kohl, Dominik Srienc und Andreas Leben.
- Vom kulturlosen Volk zur europäischen Avantgarde. Hauptlinien der Übersetzung, Darstellung und Rezeption slowenischer Literatur im deutschsprachigen Raum. Peter Lang, Bern 2006
- Vom Erleben und Deuten. Srečko Kosovels Integrali: ein herausgeberisches Artefakt und sein Rang als herausragende Erscheinung der slowenischen Avantgarde. Vorwort Janez Vrečko. Artikel-7-Kulturverein für Steiermark, Pavelhaus; Bad Radkersburg, Graz 2005
- Ivan Cankar: Materialien und Texte. Drava, Klagenfurt/Celovec 2000

### Wissenschaftliche Beiträge
- Das Gedächtnis des Krieges. Rezension zu Marija Jurić Pahor: Das Gedächtnis des Krieges. Die Isonzofront in der Erinnerungsliteratur von Soldaten und Zivilisten. Hermagoras/Mohorjeva, Klagenfurt 2017; in: Zwischenwelt, 35, 3, November 2018, ISSN 1606-4321 S. 68f.
- Die frühen Übersetzungen slowenischer Literatur ins Deutsche 1780–1848, in: Gertraud Marinelli-König, Philipp Hofeneder (Hrsg.): „Andere Bienen…“ Der literarische Transfer zwischen den slawischen Kulturen und dem deutschsprachigen Raum im Zeitalter der Weltliteratur (1770–1850). Harrassowitz, Wiesbaden, 2015, 163–171.
- mit Andrej Leben: Posredovanje slovenske literature v nemški govorni prostor in dvojezično založništvo na Koroškem. In: Obdobja 33. Recepcija slovenske književnosti. The Reception of Slovene Literature. Filozofska fakulteta, Ljubljana 2014, S. 211–217.
- Zur Intensivierung der Vermittlung slowenischer Literatur in den deutschsprachigen Raum. In: Andreas Leben, Martina Orožen, Erich Prunč (Hrsg.): Beiträge zur interdisziplinären Slowenistik. Prispevki k meddisciplinarni slovenistiki. Festschrift für Ludwig Karničar zum 65. Geburtstag. Leykam, Graz 2014, S. 251–257
- Narrative der Gewalt in der erzählenden Prosa des slowenischen Schriftstellers Franjo Frančič. In: Laura Burlon, Nina Frieß, Irina Gradinari, Katarzyna Różańska, Peter Salden (Hrsg.): Verbrechen – Fiktion – Vermarktung. Gewalt in den zeitgenössischen slavischen Literaturen. Universitätsverlag Potsdam, 2013, S. 297–311
- Zwischen Ästhetik und Widerstand. Zu Lipuš’ Cankar-Rezeption in seinen publizistischen Beiträgen für die Zeitschrift mladje. In: Fabjan Hafner, Johann Strutz (Hrsg.): Krieg, Widerstand, Befreiung. Ihr Nachhall in den Kulturen und Literaturen des Alpen-Adria-Raums. Drava, Klagenfurt 2012, S. 153–169
- K problematiki hrepenenja v slovenskem cankarjeslovju. In: Primerjalna književnost, 35/3 (2012), 299–315.
- Die jugoslawische Kriegserfahrung in der österreichischen (Exil-)Literatur. In: Zwischenwelt, 27, 4, Februar 2011, S. 47–51
- Pojavne oblike memorije in spomina v literarnih delih Prežihovega Voranca. In: Jezik in slovstvo, LV/3–4 (2010), 77–87.
- Ob interpretiranju Cankarjeve proze. In: Jezik in slovstvo, LIII/3–4 (maj-avg. 2008), 157–164.
- Irena Avsenik Nabergoj. Mirror of Reality and Dreams. Stories and Confessions by Ivan Cankar. Übers. Jason Blake. Peter Lang, Frankfurt 2008. In: Wiener Slavistisches Jahrbuch 56/2010, S. 261–267.
- mit Andrej Leben: Von den primären Quellen zum publizistischen Diskurs über den bewaffneten Widerstand der Partisanen in Kärnten. In: Zeitgeschichte 34/4 (Juli/August 2007), S. 226–242.
- Wem soll die Übersetzung nützen? Einige Beispiele zum Wirken utilitärer Konzepte in der Vermittlung slowenischer Literatur in den deutschsprachigen Raum. In: Wiener Slawistisches Jahrbuch, 53, 2007, S. 177–190
- mit Andrej Leben: Literatura in odpor, odpor v literaturi. In: Jezik in slovstvo (Ljubljana) 50/2 (mar.-apr. 2005), 105–116.